# Фінляндія на пісенному конкурсі Євробачення
Фінляндія бере участь у Пісенному конкурсі «Євробачення» з 1961 року. Першу перемогу країні здобув гурт Lordi з піснею «Hard Rock Hallelujah» у 2006 році. Раніше найкращим результатом Фінляндії на конкурсі було 6-е місце, яке здобула Маріон Рунг на Євробаченні 1973.

## Учасники Євробачення від Фінляндії
Умовні позначення
     Переможець
     Друге місце
     Третє місце
     Четверте місце
     П'яте місце
     Останнє місце
     Автоматичний фіналіст
     Не пройшла до фіналу
     Участь скасовано
     Не брала участі
| Рік  | Місце проведення | Виконавець                    | Пісня                        | Переклад                          | Мова                | Фінал                              | Фінал                              | Півфінал                           | Півфінал                           |
| Рік  | Місце проведення | Виконавець                    | Пісня                        | Переклад                          | Мова                | Місце                              | Бали                               | Місце                              | Бали                               |
| ---- | ---------------- | ----------------------------- | ---------------------------- | --------------------------------- | ------------------- | ---------------------------------- | ---------------------------------- | ---------------------------------- | ---------------------------------- |
| 1961 | Канни            | Laila Kinnunen                | «Valoa ikkunassa»            | Світло у вікні                    | Фінська             | 10-е                               | 6                                  | Без півфіналів                     | Без півфіналів                     |
| 1962 | Люксембург       | Marion Rung                   | «Tipi-tii»                   | Цвірінь-цвірінь                   | Фінська             | 7-е                                | 4                                  | Без півфіналів                     | Без півфіналів                     |
| 1963 | Лондон           | Laila Halme                   | «Muistojeni laulu»           | Пісня моїх спогадів               | Фінська             | 13-е                               | 0                                  | Без півфіналів                     | Без півфіналів                     |
| 1964 | Копенгаген       | Lasse Mårtenson               | «Laiskotellen»               | Ліниво                            | Фінська             | 7-е                                | 9                                  | Без півфіналів                     | Без півфіналів                     |
| 1965 | Неаполь          | Віктор Клименко               | «Aurinko laskee länteen»     | Сонце сідає на заході             | Фінська             | 15-е                               | 0                                  | Без півфіналів                     | Без півфіналів                     |
| 1966 | Люксембург       | Ann Christine                 | «Playboy»                    | Плейбой                           | Фінська             | 10-е                               | 7                                  | Без півфіналів                     | Без півфіналів                     |
| 1967 | Відень           | Фреді                         | «Varjoon - suojaan»          | Затінювати - укривати             | Фінська             | 12-е                               | 3                                  | Без півфіналів                     | Без півфіналів                     |
| 1968 | Лондон           | Kristina Hautala              | «Kun kello käy»              | Коли годинник б'є                 | Фінська             | 16-е                               | 1                                  | Без півфіналів                     | Без півфіналів                     |
| 1969 | Мадрид           | Jarkko ja Laura               | «Kuin silloin ennen»         | Як тоді                           | Фінська             | 12-е                               | 6                                  | Без півфіналів                     | Без півфіналів                     |
| 1970 | Амстердам        | Не брала участь               | Не брала участь              | Не брала участь                   | Не брала участь     | Не брала участь                    | Не брала участь                    | Не брала участь                    | Не брала участь                    |
| 1971 | Дублін           | Markku Aro & Koivistolaiset   | «Tie uuteen päivään»         | Шлях до нового дня                | Фінська             | 8-е                                | 84                                 | Без півфіналів                     | Без півфіналів                     |
| 1972 | Единбург         | Päivi Paunu & Kim Floor       | «Muistathan»                 | Ти пам'ятаєш                      | Фінська             | 12-е                               | 78                                 | Без півфіналів                     | Без півфіналів                     |
| 1973 | Люксембург       | Marion Rung                   | «Tom Tom Tom»                | Томе, Томе, Томе                  | Англійська          | 6-е                                | 93                                 | Без півфіналів                     | Без півфіналів                     |
| 1974 | Брайтон          | Carita                        | «Keep Me Warm»               | Зігрій мене                       | Англійська          | 13-е                               | 4                                  | Без півфіналів                     | Без півфіналів                     |
| 1975 | Стокгольм        | Pihasoittajat                 | «Old Man Fiddle»             | Старий скрипаль                   | Англійська          | 7-е                                | 74                                 | Без півфіналів                     | Без півфіналів                     |
| 1976 | Гаага            | Фреді & Ystävät               | «Pump-Pump»                  | Насос-Насос                       | Англійська          | 11-е                               | 44                                 | Без півфіналів                     | Без півфіналів                     |
| 1977 | Лондон           | Monica Aspelund               | «Lapponia»                   | Лапландія                         | Фінська             | 10-е                               | 50                                 | Без півфіналів                     | Без півфіналів                     |
| 1978 | Париж            | Seija Simola                  | «Anna rakkaudelle tilaisuus» | Дайте любові шанс                 | Фінська             | 18-е                               | 2                                  | Без півфіналів                     | Без півфіналів                     |
| 1979 | Єрусалим         | Katri Helena                  | «Katson sineen taivaan»      | Дивлюсь на синє небо              | Фінська             | 14-е                               | 38                                 | Без півфіналів                     | Без півфіналів                     |
| 1980 | Гаага            | Веса-Матті Лойрі              | «Huilumies»                  | Людина-флейта                     | Фінська             | 19-е                               | 6                                  | Без півфіналів                     | Без півфіналів                     |
| 1981 | Дублін           | Riki Sorsa                    | «Reggae OK»                  | Реггі ОК                          | Фінська             | 16-е                               | 27                                 | Без півфіналів                     | Без півфіналів                     |
| 1982 | Гаррогейт        | Kojo                          | «Nuku pommiin»               | Спи добре                         | Фінська             | 18-е                               | 0                                  | Без півфіналів                     | Без півфіналів                     |
| 1983 | Мюнхен           | Ami Aspelund                  | «Fantasiaa»                  | Фантазія                          | Фінська             | 11-е                               | 41                                 | Без півфіналів                     | Без півфіналів                     |
| 1984 | Люксембург       | Кирка                         | «Hengaillaan»                | Давай тусуватись                  | Фінська             | 9-е                                | 46                                 | Без півфіналів                     | Без півфіналів                     |
| 1985 | Гетеборг         | Sonja Lumme                   | «Eläköön elämä»              | Довге життя                       | Фінська             | 9-е                                | 58                                 | Без півфіналів                     | Без півфіналів                     |
| 1986 | Берген           | Kari Kuivalainen              | «Never The End»              | Ніколи не закінчується            | Фінська             | 15-е                               | 22                                 | Без півфіналів                     | Без півфіналів                     |
| 1987 | Брюссель         | Vicky Rosti & Boulevard       | «Sata salamaa»               | Сотня спалахів                    | Фінська             | 15-е                               | 32                                 | Без півфіналів                     | Без півфіналів                     |
| 1988 | Дублін           | Boulevard                     | «Nauravat silmät muistetaan» | Запам'ятовуються очі, що сміються | Фінська             | 20-е                               | 3                                  | Без півфіналів                     | Без півфіналів                     |
| 1989 | Лозанна          | Anneli Saaristo               | «La dolce vita»              | Солодке життя                     | Фінська             | 7-е                                | 76                                 | Без півфіналів                     | Без півфіналів                     |
| 1990 | Загреб           | Beat                          | «Fri?»                       | Безкоштовно?                      | Шведська            | 21-е                               | 8                                  | Без півфіналів                     | Без півфіналів                     |
| 1991 | Рим              | Kaija Kärkinen                | «Hullu yö»                   | Божевільна ніч                    | Фінська             | 20-е                               | 6                                  | Без півфіналів                     | Без півфіналів                     |
| 1992 | Мальме           | Pave Maijanen                 | «Yamma, yamma»               | Ямма, ямма                        | Фінська             | 23-є                               | 4                                  | Без півфіналів                     | Без півфіналів                     |
| 1993 | Мілстріт         | Katri Helena                  | «Tule luo»                   | Підходь                           | Фінська             | 17-е                               | 20                                 | Без півфіналів                     | Без півфіналів                     |
| 1994 | Дублін           | CatCat                        | «Bye Bye Baby»               | До побачення, дитинко             | Фінська, англійська | 22-е                               | 11                                 | Без півфіналів                     | Без півфіналів                     |
| 1995 | Дублін           | Не брала участь               | Не брала участь              | Не брала участь                   | Не брала участь     | Не брала участь                    | Не брала участь                    | Не брала участь                    | Не брала участь                    |
| 1996 | Осло             | Jasmine                       | «Niin kaunis on taivas»      | Небо таке гарне                   | Фінська             | 23-є                               | 9                                  | 22-е                               | 26                                 |
| 1997 | Дублін           | Не брала участь               | Не брала участь              | Не брала участь                   | Не брала участь     | Не брала участь                    | Не брала участь                    | Не брала участь                    | Не брала участь                    |
| 1998 | Бірмінгем        | Edea                          | «Aava»                       | Відкритий                         | Фінська             | 15-е                               | 22                                 | Без півфіналів                     | Без півфіналів                     |
| 1999 | Єрусалим         | Не брала участь               | Не брала участь              | Не брала участь                   | Не брала участь     | Не брала участь                    | Не брала участь                    | Не брала участь                    | Не брала участь                    |
| 2000 | Стокгольм        | Ніна Острьом                  | «A Little Bit»               | Трохи                             | Англійська          | 18-е                               | 18                                 | Без півфіналів                     | Без півфіналів                     |
| 2001 | Копенгаген       | Не брала участь               | Не брала участь              | Не брала участь                   | Не брала участь     | Не брала участь                    | Не брала участь                    | Не брала участь                    | Не брала участь                    |
| 2002 | Таллінн          | Laura                         | «Addicted To You»            | Залежна від Вас                   | Англійська          | 20-е                               | 24                                 | Без півфіналів                     | Без півфіналів                     |
| 2003 | Рига             | Не брала участь               | Не брала участь              | Не брала участь                   | Не брала участь     | Не брала участь                    | Не брала участь                    | Не брала участь                    | Не брала участь                    |
| 2004 | Стамбул          | Jari Sillanpää                | «Takes 2 To Tango»           | Треба двоє для танго              | Англійська          | Не вдалося кваліфікуватися         | Не вдалося кваліфікуватися         | 14-е                               | 51                                 |
| 2005 | Київ             | Geir Rönning                  | «Why?»                       | Чому                              | Англійська          | Не вдалося кваліфікуватися         | Не вдалося кваліфікуватися         | 18-е                               | 50                                 |
| 2006 | Афіни            | Lordi                         | «Hard Rock Hallelujah»       | Хард-рок алілуя                   | Англійська          | 1-е                                | 292                                | 1-е                                | 292                                |
| 2007 | Гельсінкі        | Hanna Pakarinen               | «Leave Me Alone»             | Залиш мене одну                   | Англійська          | 17-е                               | 53                                 | Країна-господар                    | Країна-господар                    |
| 2008 | Белград          | Teräsbetoni                   | «Missä miehet ratsastaa»     | Де чоловіки їздять                | Фінська             | 22-е                               | 35                                 | 8-е                                | 79                                 |
| 2009 | Москва           | Waldo's People                | «Lose Control»               | Загубити контроль                 | Англійська          | 25-е                               | 22                                 | 12-е                               | 42                                 |
| 2010 | Осло             | Kuunkuiskaajat                | «Työlki ellää»               | Заробляти на життя                | Фінська             | Не вдалося кваліфікуватися         | Не вдалося кваліфікуватися         | 11-е                               | 49                                 |
| 2011 | Дюссельдорф      | Paradise Oskar                | Da Da Dam                    | Да да дам                         | Англійська          | 21-е                               | 57                                 | 3-є                                | 103                                |
| 2012 | Баку             | Пернілла Карлссон             | När jag blundar              | Коли заплющу очі                  | Шведська            | Не вдалося кваліфікуватися         | Не вдалося кваліфікуватися         | 12-е                               | 41                                 |
| 2013 | Мальме           | Кріста Сігфрідс               | Marry Me                     | Одружись на мені                  | Англійська          | 24-е                               | 13                                 | 9-е                                | 66                                 |
| 2014 | Копенгаген       | Softengine                    | Something Better             | Щось краще                        | Англійська          | 11-е                               | 72                                 | 3-є                                | 97                                 |
| 2015 | Відень           | Pertti Kurikan Nimipäivät     | Aina mun pitää               | Я завжди повинен                  | Фінська             | Не вдалося кваліфікуватися         | Не вдалося кваліфікуватися         | 16-е                               | 13                                 |
| 2016 | Стокгольм        | Санд'я                        | Sing It Away                 | Заспівай це далеко                | Англійська          | Не вдалося кваліфікуватися         | Не вдалося кваліфікуватися         | 15-е                               | 51                                 |
| 2017 | Київ             | Norma John                    | Blackbird                    | Дрізд                             | Англійська          | Не вдалося кваліфікуватися         | Не вдалося кваліфікуватися         | 12-е                               | 92                                 |
| 2018 | Лісабон          | Саара Аалто                   | Monsters                     | Монстри                           | Англійська          | 25-е                               | 46                                 | 10-е                               | 108                                |
| 2019 | Тель-Авів        | Darude feat. Себастьян Рейман | Look Away                    | Озирнись                          | Англійська          | Не вдалося кваліфікуватися         | Не вдалося кваліфікуватися         | 17-е                               | 23                                 |
| 2020 | Роттердам        | Aksel Kankaanranta            | Looking Back                 | Озираючись назад                  | Англійська          | Конкурс скасовано через COVID-19 X | Конкурс скасовано через COVID-19 X | Конкурс скасовано через COVID-19 X | Конкурс скасовано через COVID-19 X |
| 2021 | Роттердам        | Blind Channel                 | Dark Side                    | Темна сторона                     | Англійська          | 6-е                                | 301                                | 5-е                                | 234                                |
| 2022 | Турин            | The Rasmus                    | Jezebel                      | Жезебель                          | Англійська          | 21-е                               | 38                                 | 7-е                                | 162                                |
| 2023 | Ліверпуль        | Käärijä                       | «Cha Cha Cha»                | Ча ча ча                          | Фінська             | 2-е                                | 526                                | 1-е                                | 177                                |
| 2024 | Мальме           | Windows95man                  | «No Rules!»                  | Без правил!                       | Англійська          | 19-е                               | 38                                 | 7-е                                | 59                                 |
| 2025 | Базель           | Еріка Вікман                  | «Ich komme»                  | Я йду                             | Фінська             | 11-е                               | 196                                | 3-є                                | 115                                |
| 2026 |                  |                               |                              |                                   |                     |                                    |                                    |                                    |                                    |

## Країна-господар
| Рік  | Місто     | Місце          | Ведучі                           |
| ---- | --------- | -------------- | -------------------------------- |
| 2007 | Гельсінкі | Hartwall Arena | Яана Пелконен і Мікко Леппілампі |

## Статистика голосувань (1975–2023)
| №  | Дано            | Дано | Отримано  | Отримано |
| №  | Країни          | Бали | Країни    | Бали     |
| -- | --------------- | ---- | --------- | -------- |
| 1  | Швеція          | 288  | Швеція    | 157      |
| 2  | Італія          | 177  | Естонія   | 133      |
| 3  | Ізраїль         | 154  | Ісландія  | 120      |
| 4  | Франція         | 143  | Норвегія  | 118      |
| 5  | Норвегія        | 143  | Ізраїль   | 89       |
| 6  | Швейцарія       | 133  | Ірландія  | 83       |
| 7  | Велика Британія | 124  | Греція    | 75       |
| 8  | Естонія         | 123  | Німеччина | 73       |
| 9  | Ірландія        | 106  | Данія     | 71       |
| 10 | Нідерланди      | 90   | Швейцарія | 67       |

## Галерея

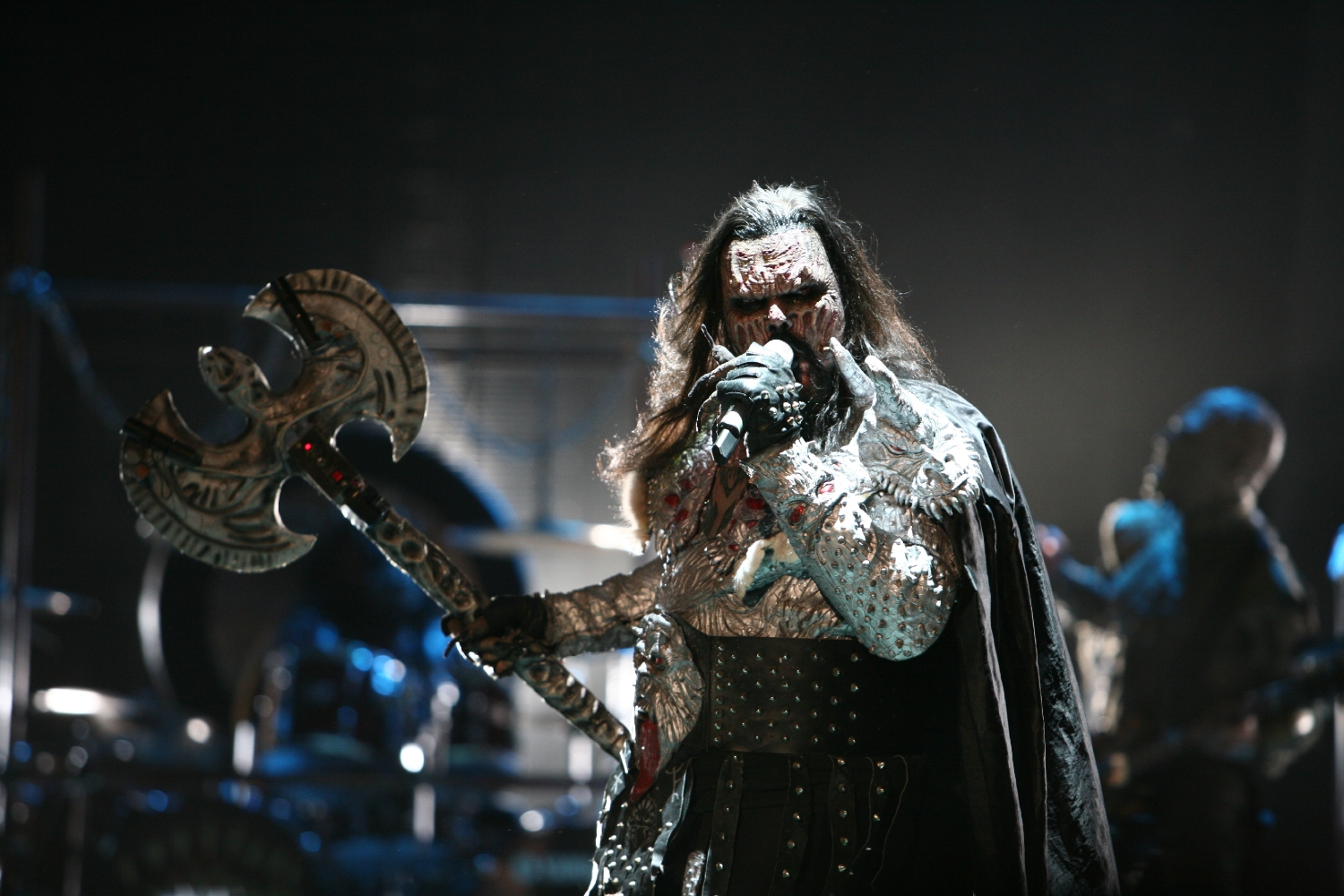
Lordi - переможці Євробачення 2006 в Афінах
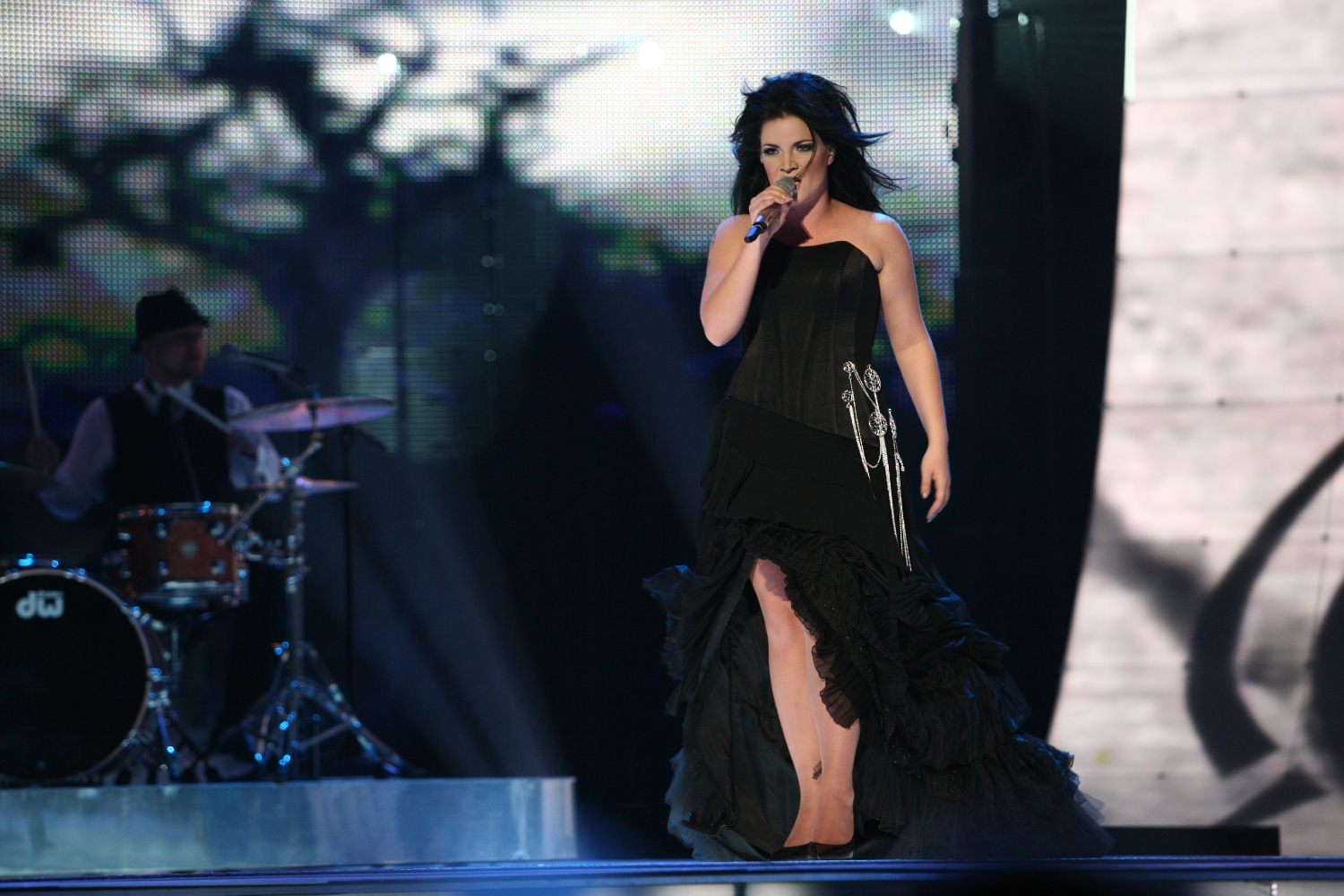
Hanna Pakarinen у Гельсінкі (2007)
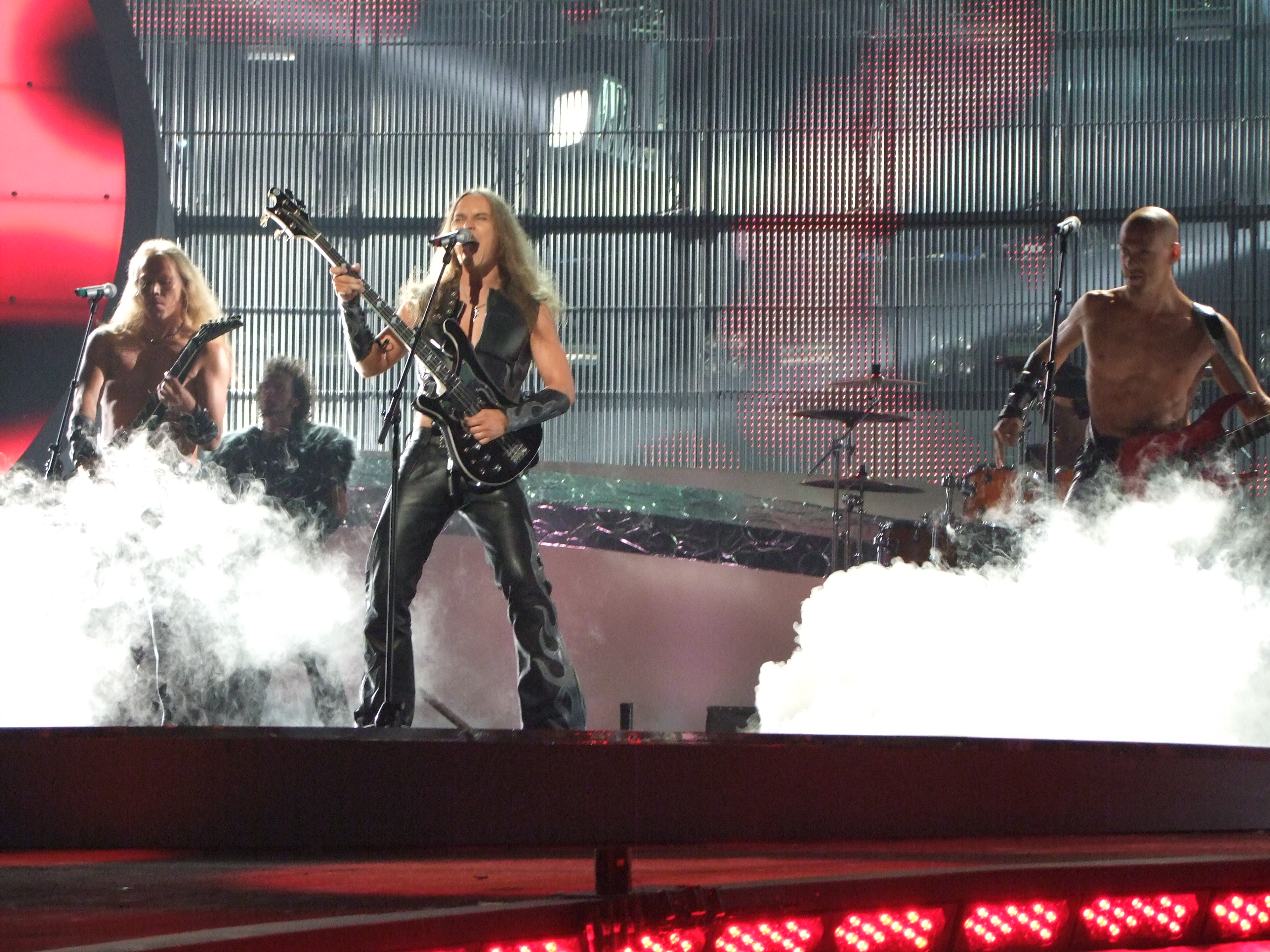
Teräsbetoni у Белграді (2008)
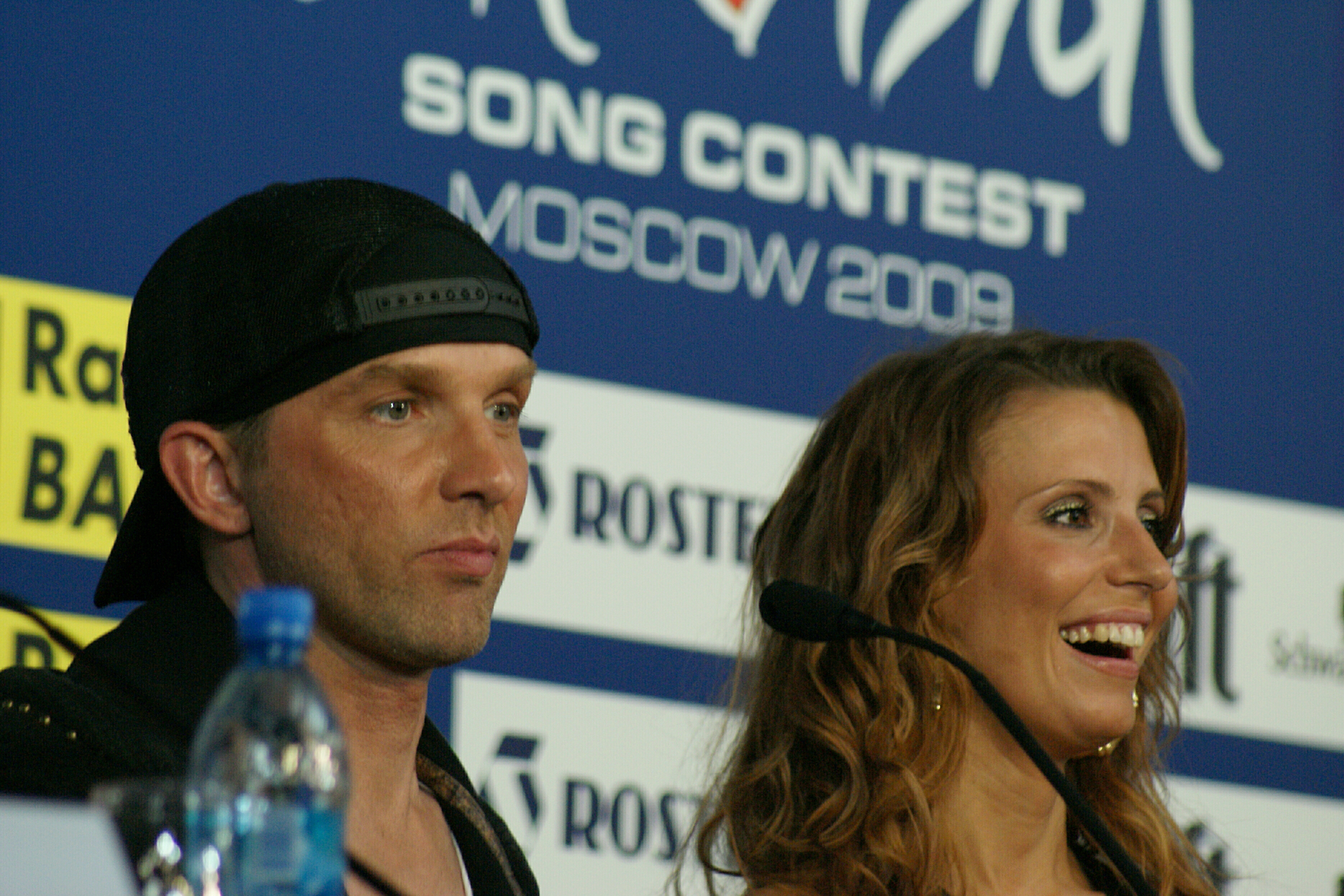
Waldo's People у Москві (2009)
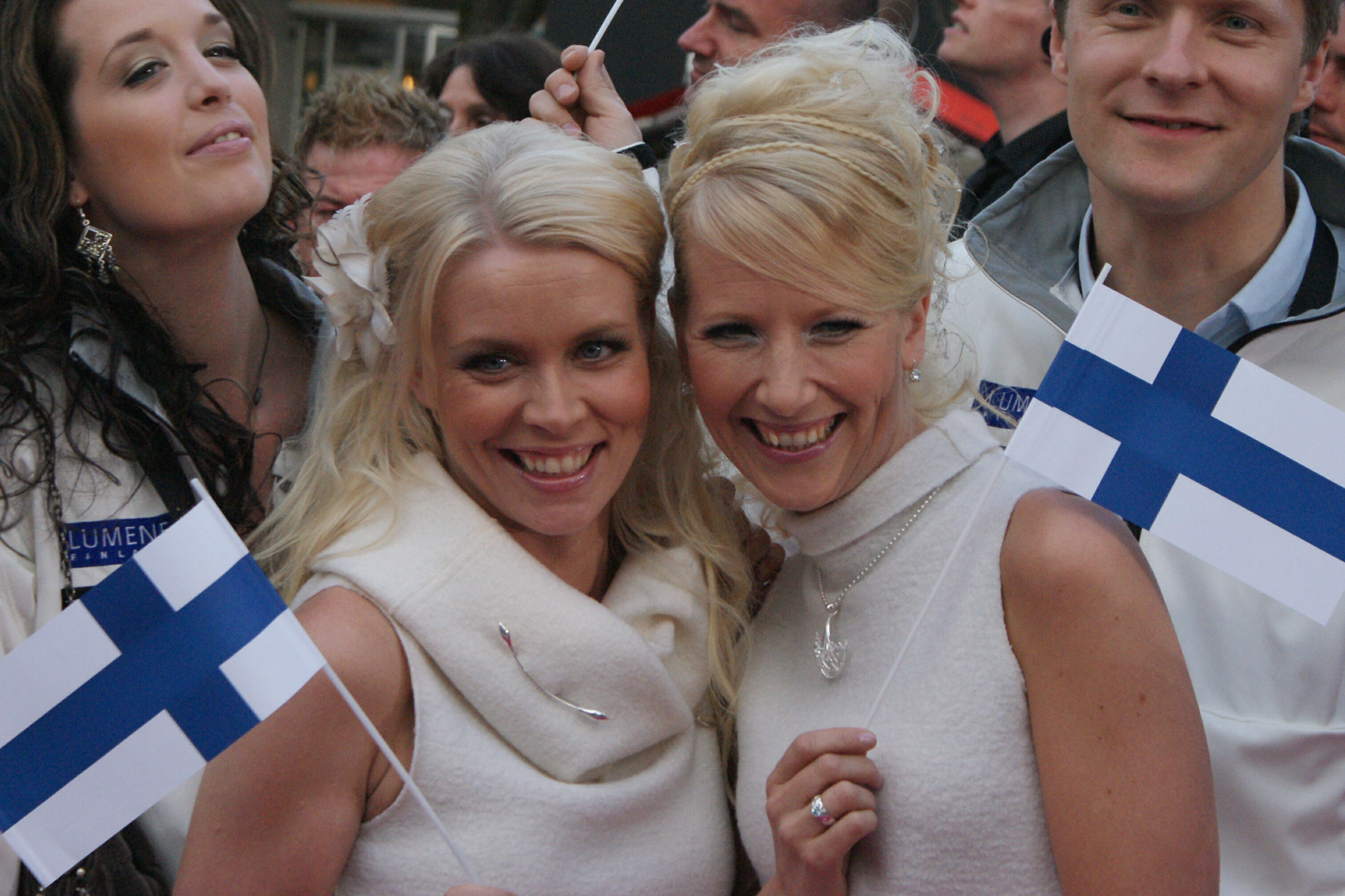
Kuunkuiskaajat в Осло (2010)
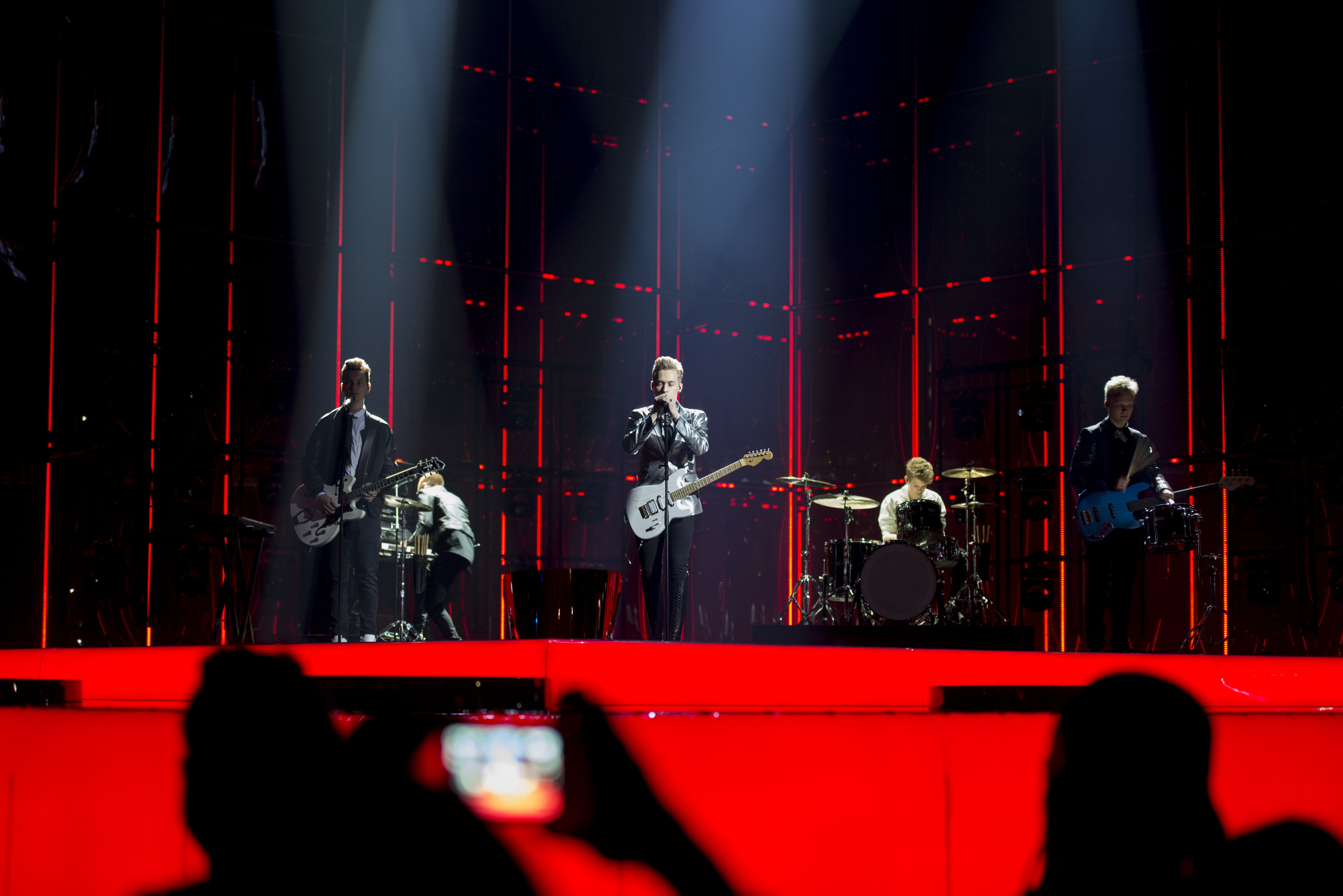
Softengine у Копенгагені (2014)
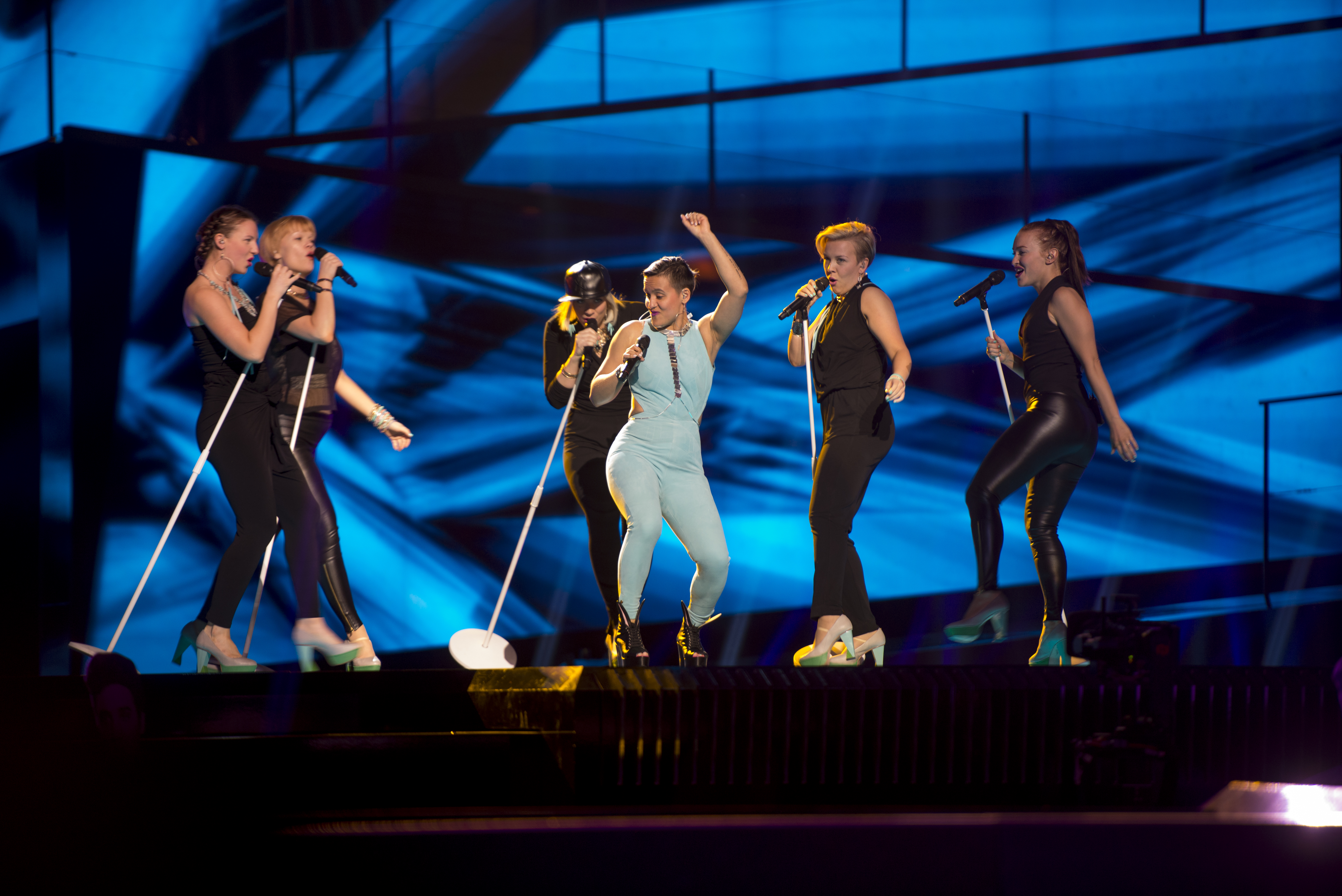
Санд'я у Стокгольмі (2016)
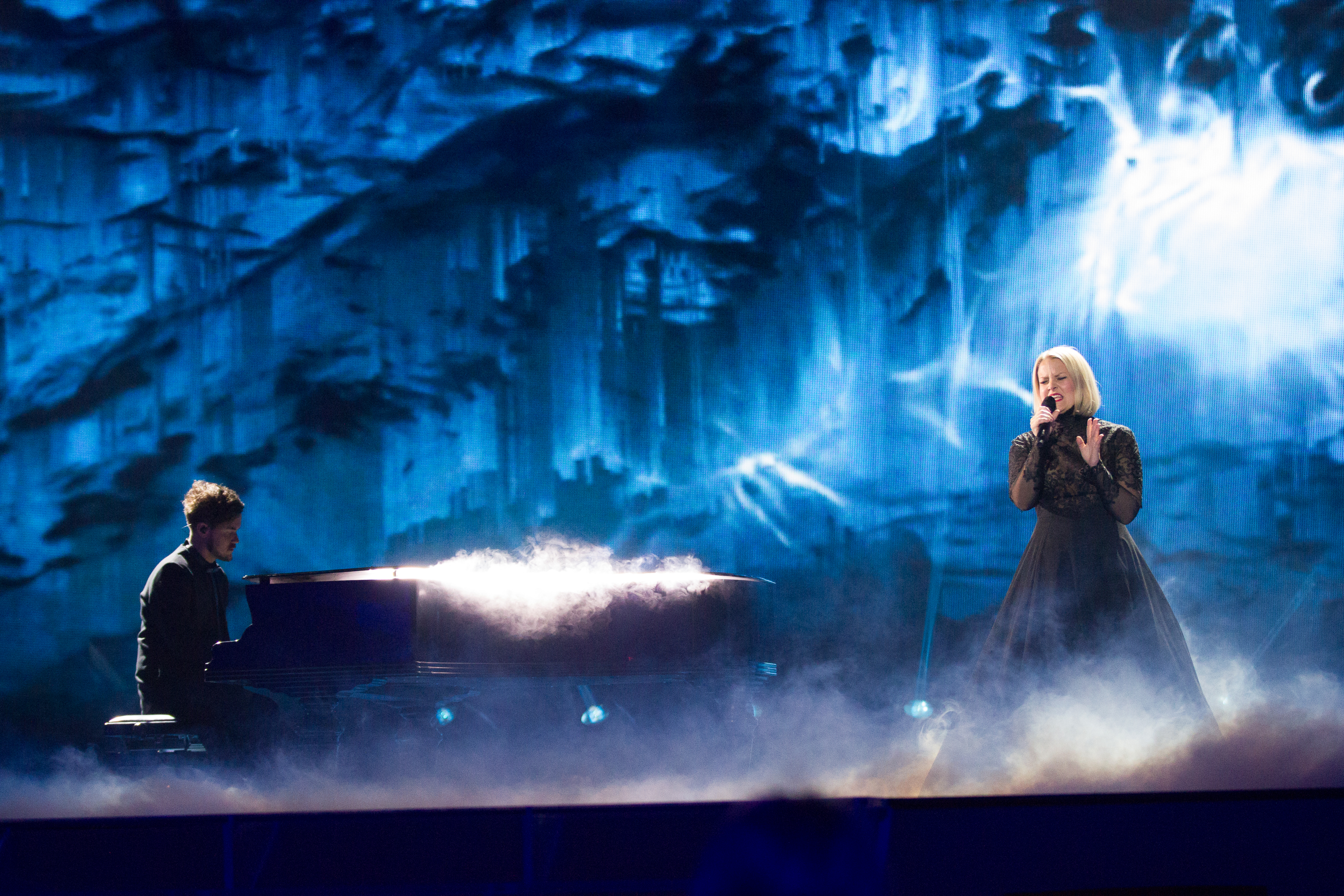
Norma John у Києві (2017)
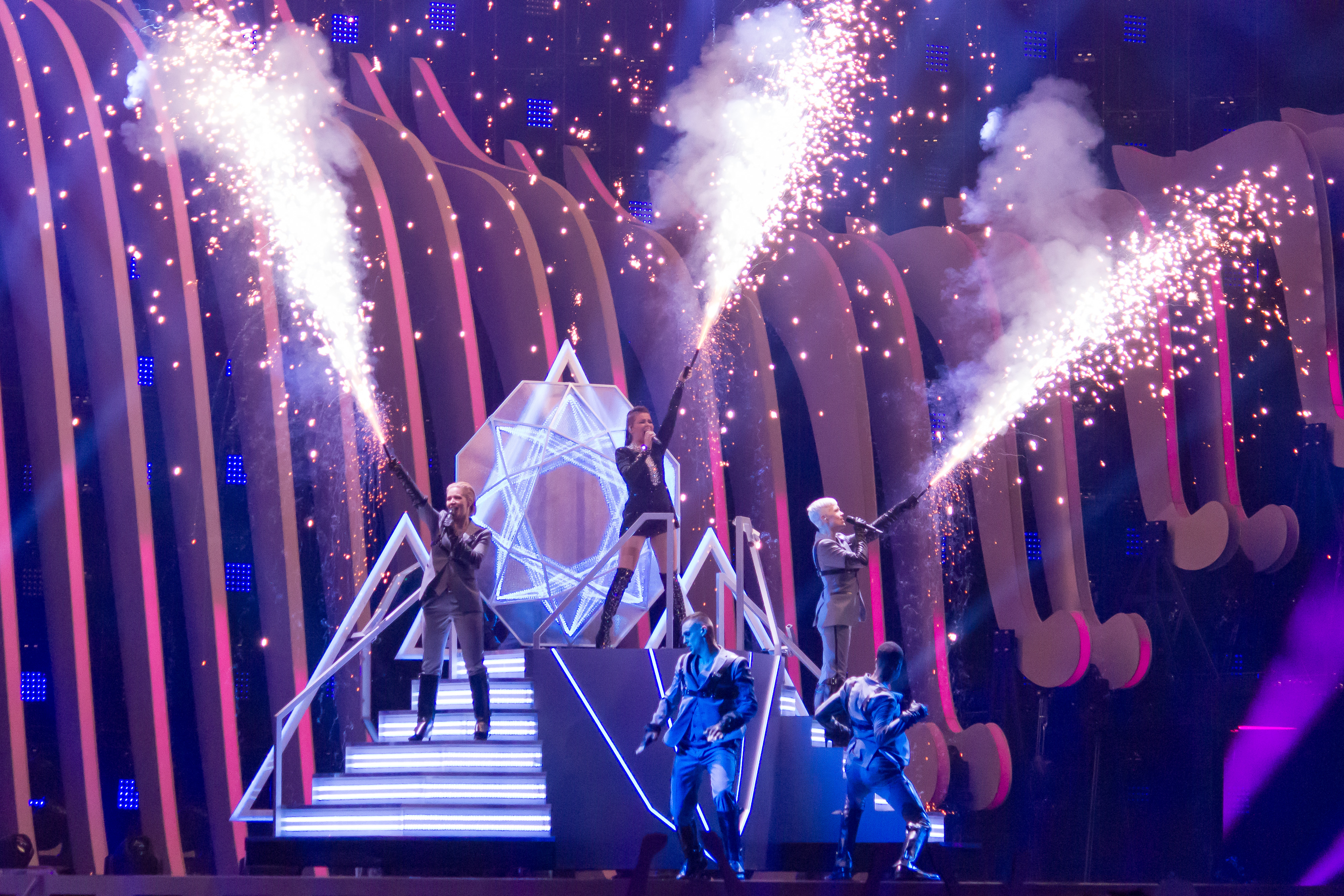
Саара Аалто у Лісабоні (2018)
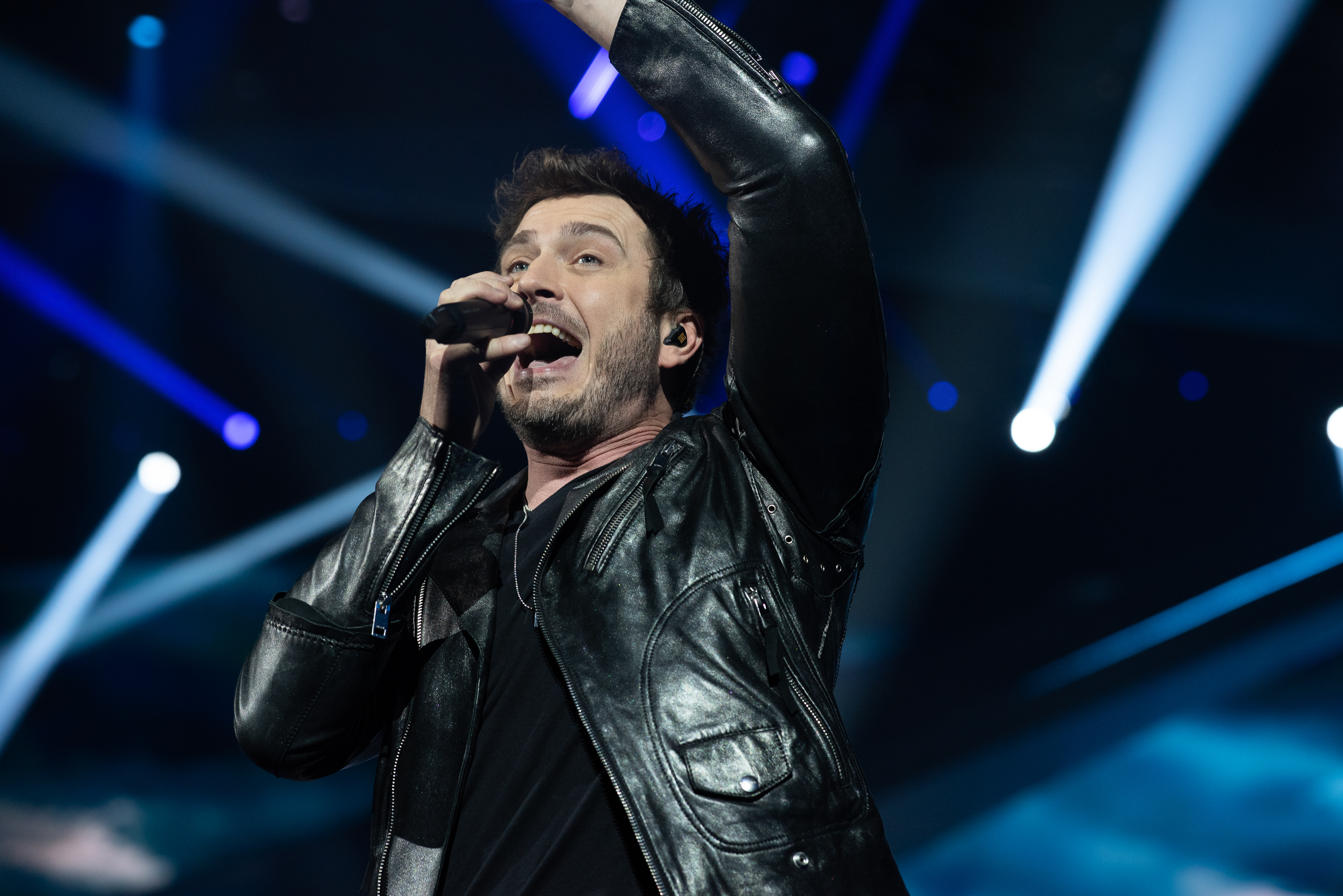
Darude feat. Себастьян Рейман у Тель-Авіві (2019)
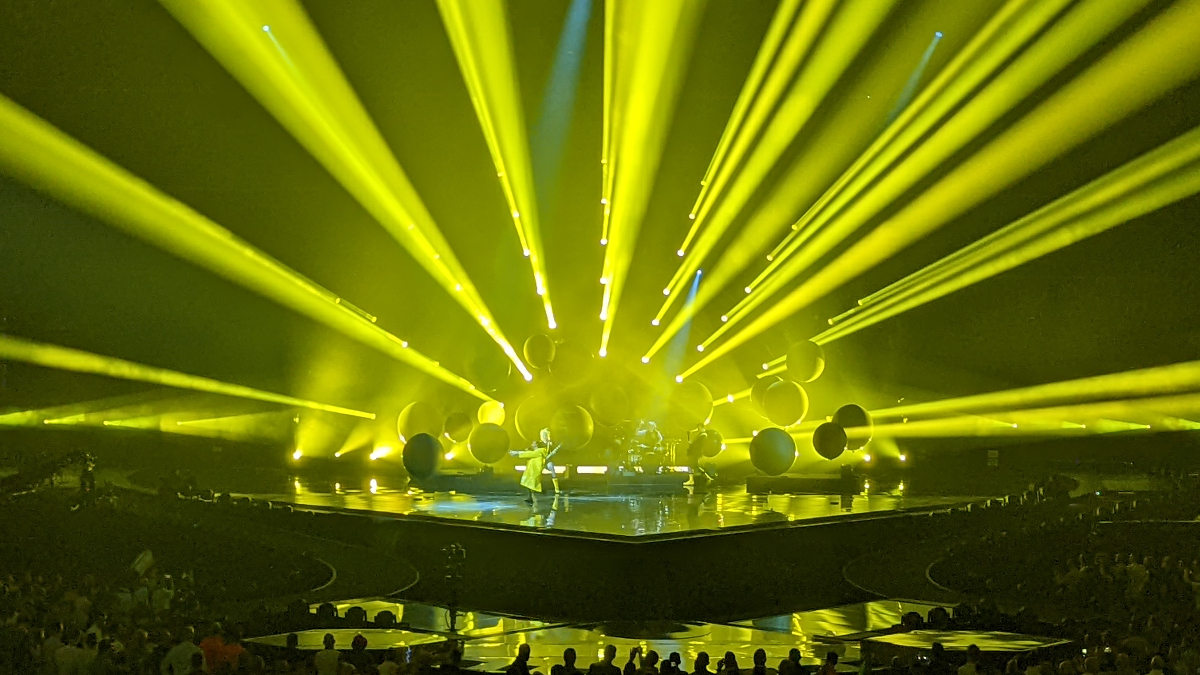
The Rasmus у Турині (2022)
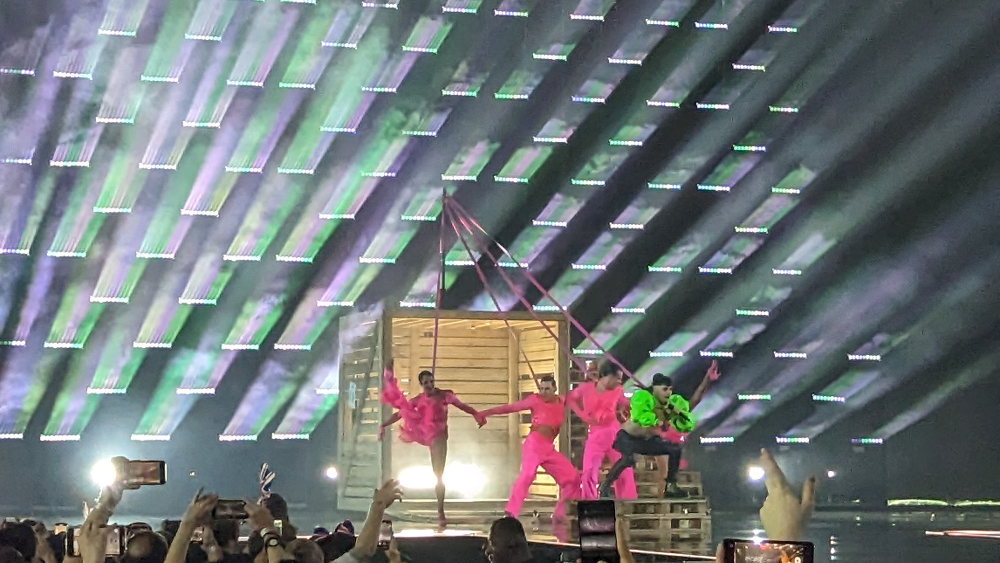
Käärijä у Ліверпулі (2023)
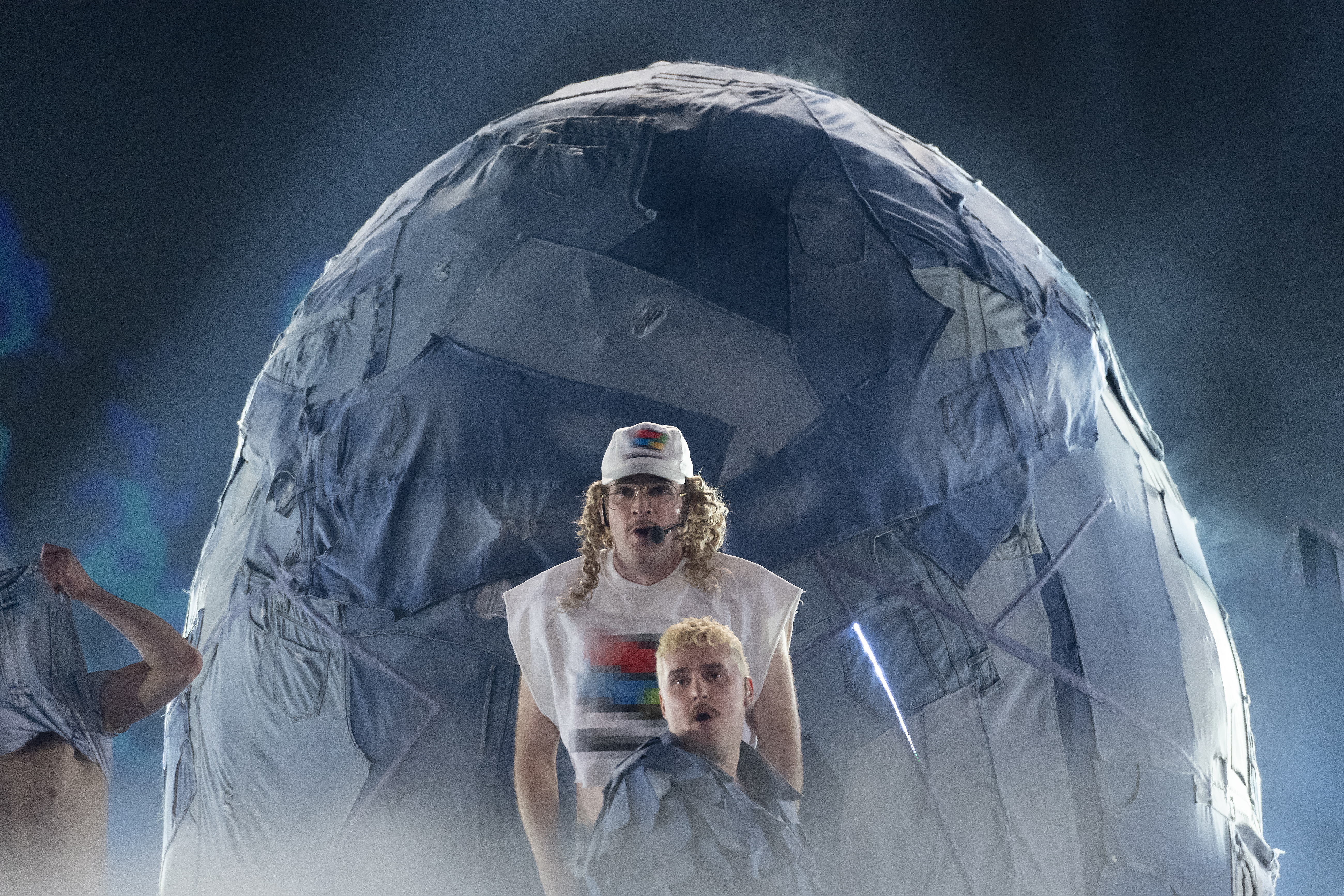
Windows95man в Мальме (2024)

## Нагороди
Премія Марселя Безансона
| Рік  | Країна    | Категорія  | Пісня                  | Виконавець      | Результат | Бали | Місце проведення | Виноски |
| ---- | --------- | ---------- | ---------------------- | --------------- | --------- | ---- | ---------------- | ------- |
| 2002 | Фінляндія | Приз фанів | «Addicted to You»      | Лора Вутілайнен | 20-е      | 24   | Таллінн          |         |
| 2006 | Фінляндія | Приз преси | «Hard Rock Hallelujah» | Lordi           | 1-е       | 292  | Афіни            |         |
| 2011 | Фінляндія | Приз преси | «Da Da Dam»            | Paradise Oskar  | 21-е      | 57   | Дюссельдорф      | [ 1 ]   |

## Нотатки
1. ↑  Містить фразу на англійській мові
2. ↑  Містить повторювану фразу на італійській мові
3. ↑  Містить повторювану фразу німецькою